# Брише-при-Полховем Градцу
Брише-при-Полховем Градцу (словен. Briše pri Polhovem Gradcu) — поселення в общині Доброва-Полхов Градець, Осреднєсловенський регіон, Словенія. 
Висота над рівнем моря: 375,4 м.